# Eugen Adam

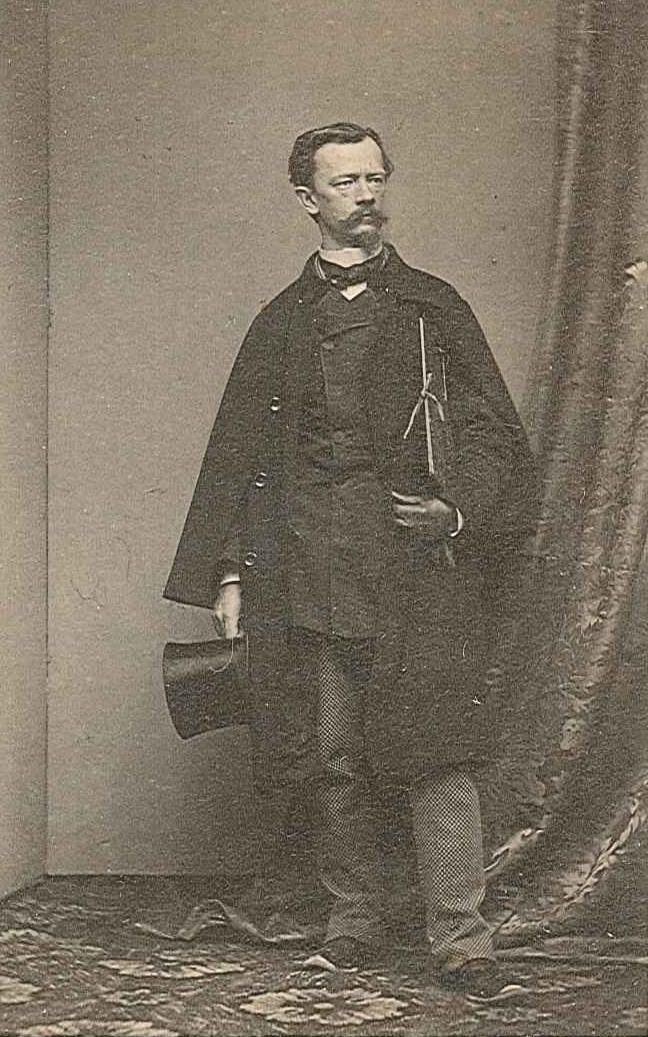
Eugen Adam

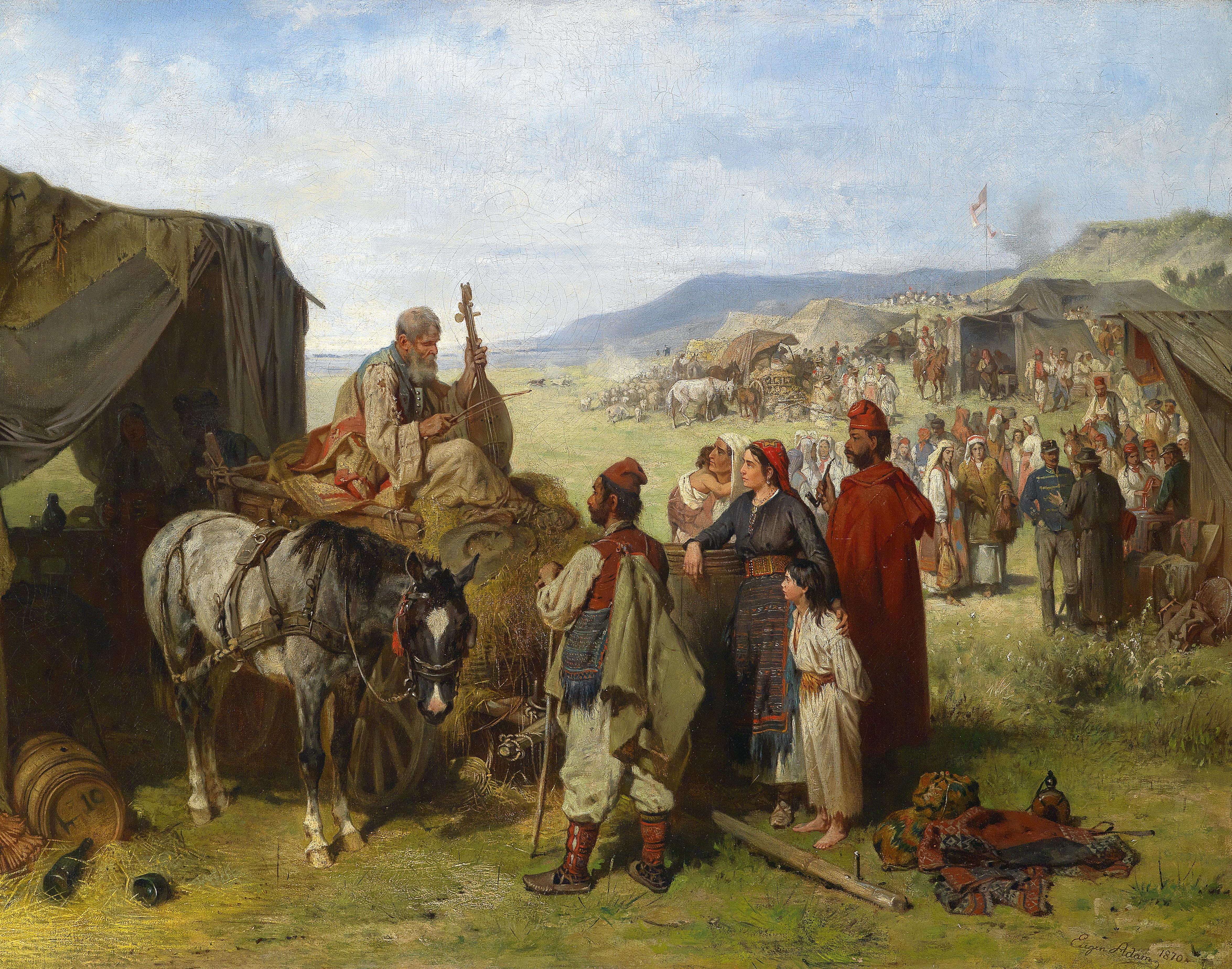
Feldlager in Dalmatien, Eugen Adam (1870)

Eugen Adam (München, 22 januari 1817 — aldaar, 4 juni 1880) was een Duits kunstschilder van genrestukken en veldslagen.
Eugen Adam was de derde zoon van de beroemde Duitse kunstschilder Albrecht Adam. Hij genoot zijn opleiding bij zijn vader thuis en volgde het voorbeeld van zijn oudere broers. Net zoals zijn vader had Eugen een interesse voor etnografie en een grote reislust. Zo trok hij in 1843 en de daaropvolgende jaren verscheidene malen naar Hongarije, Kroatië en Dalmatië, die hem inspireerden tot het maken van tekeningen en schilderijen. In de jaren 1848-1849 deed hij veel inspiratie op voor zijn werken door deel te nemen aan de Italiaanse veldmars (hij zag de veldslagen van Mortara en Rovara). Daarna reisde hij nog vaak in Italië (onder andere naar Venetië en Milaan) om verscheidene bestellingen uit te voeren en om inspiratie op te doen (bijvoorbeeld bij het beleg van Maghera). In 1859 werd hij oorlogsverslaggever en -tekenaar voor het tijdschrift Ueber Land und Meer. In de periode 1860-1862 verbleef hij vaak in Zwitserland om er de vreedzame manoeuvres van de Zwitserse troepen bij te wonen en te tekenen. In 1863 begeleidde hij bijvoorbeeld een militaire tocht over de St. Gotthard. Hierover verscheen een werk met Duitse en Franse tekst in 1861: Bildliche Erinnerungen an den eidgenössischen Truppenzusammenzug im August 1861. Nach der Natur gezeichnet von Eugen Adam, lithographiert von Julius Adam. Bij het uitbreken van de Frans-Duitse Oorlog in 1870 was Adam alweer bereid deel te nemen. Hij begeleidde dan ook het Duitse leger op zijn voettocht doorheen Frankrijk. Op 1 maart 1871 was Eugen Adam bij een van de eersten die bij de intocht in Parijs onder de Arc de Triomphe liep. Deze militaire campagne inspireerde Adam om in de daaropvolgende jaren in München verscheidene militaire schilderwerken te maken (vb. In einem Laufgraben auf dem Plateau bei Chatillon vor Paris, Während des Wafenstillstandes von St. Cloud en vele andere).
- Bibliothèque nationale de France: cb14960686q (data)
- Stuttgart Database of Scientific Illustrators 1450–1950: 112
- Gemeinsame Normdatei: 11624187X
- International Standard Name Identifier: 0000 0000 6660 4051
- Library of Congress Control Number: nr89015640
- Nationale Bibliotheek van Polen: a0000003696626
- Réseau des bibliothèques de Suisse occidentale: 02-A005496544
- RKD-Nederlands Instituut voor Kunstgeschiedenis: 342
- Union List of Artist Names: 500014652
- Virtual International Authority File: 12575562
- WorldCat: E39PBJhGWpJGXjhmFPH9CtHgrq